# Histidinol
Histidinol ist eine chemische Verbindung aus der Gruppe der chiralen 1,2-Aminoalkohole. Histidinol ist eine Vorstufe der Aminosäure Histidin,  und kommt natürlich, wie auch Histidin, enantiomerenrein in der (S)-Konfiguration vor. Das Enantiomer (R)-Histidinol und das racemische (RS)-Histidinol besitzen nur geringe Bedeutung.

## Gewinnung und Darstellung
(S)-Histidinol kann durch Reduktion von Benzoyl-L-histidinmethylester mit Lithiumaluminiumhydrid und anschließender Hydrolyse als Dihydrochlorid hergestellt werden.

## Vorkommen
(S)-Histidinol kommt als Zwischenprodukt bei der Biosynthese von Histidin vor. Dabei wird es zunächst mit NAD zu Histidinal und anschließend erneut mit NAD zu Histidin oxidiert.